# На100ящий (альбом)
«На100ящий» — второй студийный альбом ST на биты Nel'a, записанный на Phlatline Records и выпущенный 11 февраля 2011 года на «Soyuz Music». Альбом дебютировал на 24 позиции российского чарта продаж. На композиции «Рэп не штампуется», «Девочка с периферии» и «Завяжи мои глаза» были сняты видеоклипы.

## Список композиций
| №   | Название                                                  | Музыка | Длительность |
| --- | --------------------------------------------------------- | ------ | ------------ |
| 1.  | «20 STрок (Слишком)»                                      | Nel    | 1:38         |
| 2.  | «Рэп не штампуется» (при участии Nel)                     | Nel    | 3:34         |
| 3.  | «Здесь и сейчас»                                          | Nel    | 2:41         |
| 4.  | «Завяжи мои глаза»                                        | Nel    | 3:06         |
| 5.  | «Этажи» (при участии L'One)                               | Nel    | 3:00         |
| 6.  | «На на на» (при участии Илья Киреев)                      | Nel    | 2:36         |
| 7.  | «Поводок»                                                 | Nel    | 2:38         |
| 8.  | «Девочка с периферии» (при участии Александра Стрельцова) | Nel    | 3:07         |
| 9.  | «Драка»                                                   | Nel    | 2:43         |
| 10. | «Спой мне» (при участии Nel, Илья Киреев)                 | Nel    | 2:58         |
| 11. | «Дизаир»                                                  | Nel    | 2:23         |
| 12. | «Как меня слышно»                                         | Nel    | 2:42         |
| 13. | «Подростки»                                               | Nel    | 3:16         |
| 14. | «Статья» (при участии Guf)                                | Nel    | 3:23         |
| 15. | «Позови меня» (при участии Илья Киреев)                   | Nel    | 4:08         |
| 16. | «Зачитай об этом»                                         | Nel    | 2:49         |
| 17. | «Так кончается лето»                                      | Nel    | 3:08         |

## Рецензии
В «На100ящем» ST рассказывает о своей жизни и мировоззрении. Исподволь указывая куда, надо смотреть: надо быть смелым, упорным, не бросать детей, пить в меру, танцевать, радоваться жизни. Не залипать, не лютить, не морочиться.
 — пишет Руслан Муннибаев на сайте Rap.ru 

## Интересные факты
- Изначально релиз был запланирован на 23 декабря 2010 года, но был отложен по состоянию здоровья артиста, которому требовалась срочная операция.
- Во втором альбоме, как и в первом, ST записал совместный трек с Guf'ом.